# Sébastien Mamerot
Sébastien Mamerot, né à Soissons vers 1418, mort après 1478, est un prêtre érudit, auteur et traducteur français du XVe siècle.

## Biographie
Probablement fils d'un officier des finances de Soissons qui décède peu après sa naissance, Sébastien Mamerot entre dans les ordres, sans qu'on lui connaisse d'études universitaires : il se définit simplement comme "treshumble clerc et serviteur" ou "le Soissonnois".
Il entre au service de Louis de Laval, grand seigneur et bibliophile de marque avant 1458, en devient chapelain en 1460. Il l'accompagne en Provence en 1463 puis à Troyes en 1468. C'est probablement grâce à Louis de Laval qu'il est nommé chanoine et chantre à la collégiale Saint-Étienne de Troyes de juillet 1472 à août 1478.
On possède de lui plusieurs œuvres traduites ou originales, produites sur une période de 16 ans, notamment :
- Les Chroniques martiniennes (1458), traduction et ampliation de la chronique universelle de Martin de Troppau rédigée en 1277,  qui présente l'histoire des papes et des empereurs.
- Une Histoire des Neuf Preus et des Neuf Preues commencée au début des années 1460[3]. Il fait de Bertrand du Guesclin, qui avait épousé la grand-mère de Louis de Laval, le Dixième Preux, et de Jeanne d'Arc, pour qui les deux frères de Louis de Laval combattirent, la Dixième Preuse.
- Romuléon, traduction, en 1466, de l'œuvre éponyme de Benvenuto da Imola (1361-1364), compilation de récits sur l'histoire de Rome, qu'il a traduite en français.
- Les Passages faiz oultre mer par les François contre les Turcqs et autres Sarrazins et Mores oultre marins, achevé en 1474[4], une histoire des croisades allant de Charlemagne jusqu'au début du XVe siècle, et enluminée par Jean Colombe.

Ses ouvrages montrent son goût pour les chronologies : Sébastien Mamerot utilise une grande diversité de sources historiques qu'il  commente, critique et confronte.
Après la vente de sa maison le 13 août 1478, il quitte Saint-Etienne de Troyes et sa position de chantre, peut-être pour rejoindre Louis de Laval. C'est le dernier acte connu de sa vie.